# Museo de Culturas Populares e Indígenas de Sonora

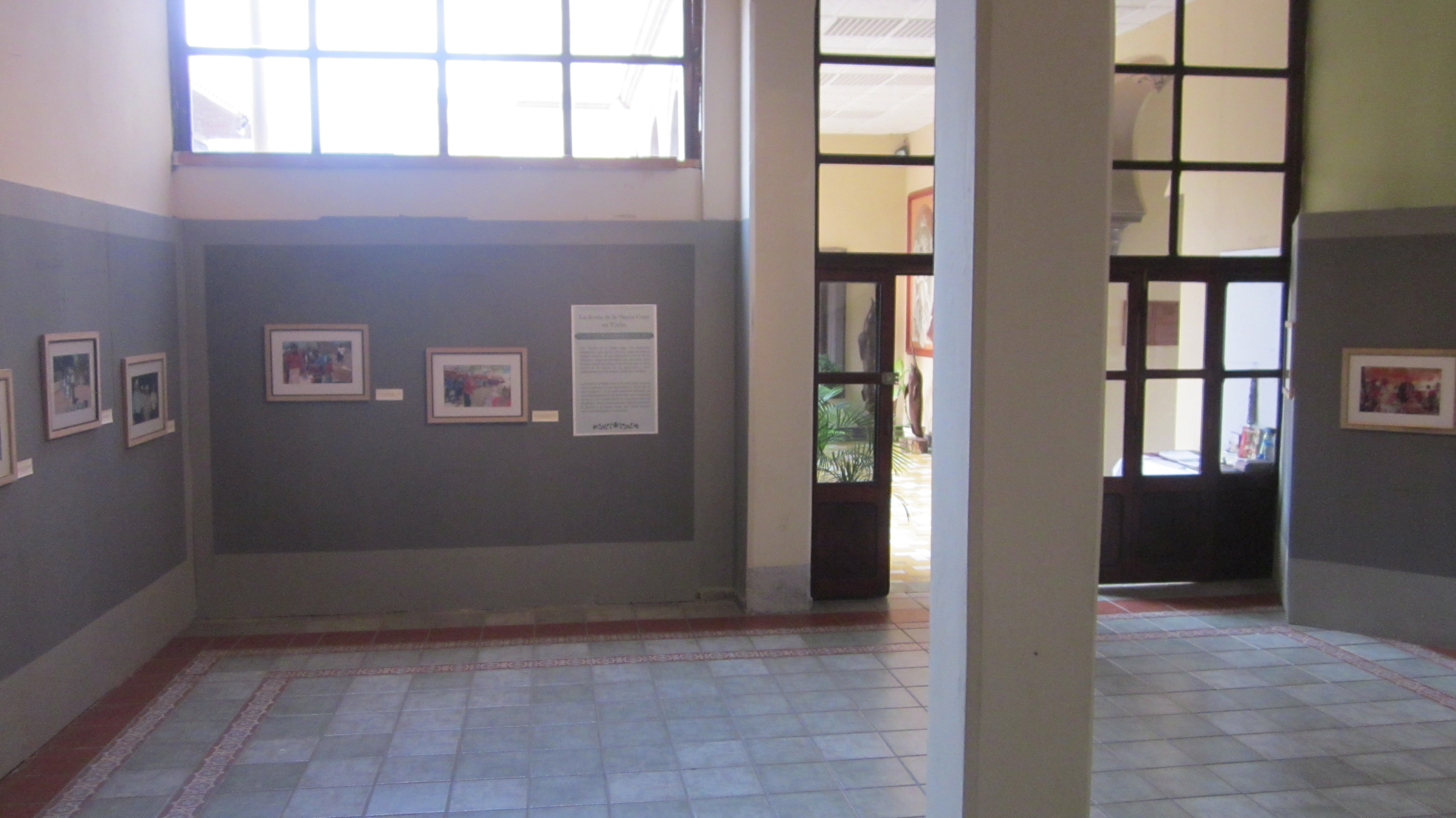
Sala de exposiciones temporales, Museo de Culturas Populares e Indígenas de Sonora.

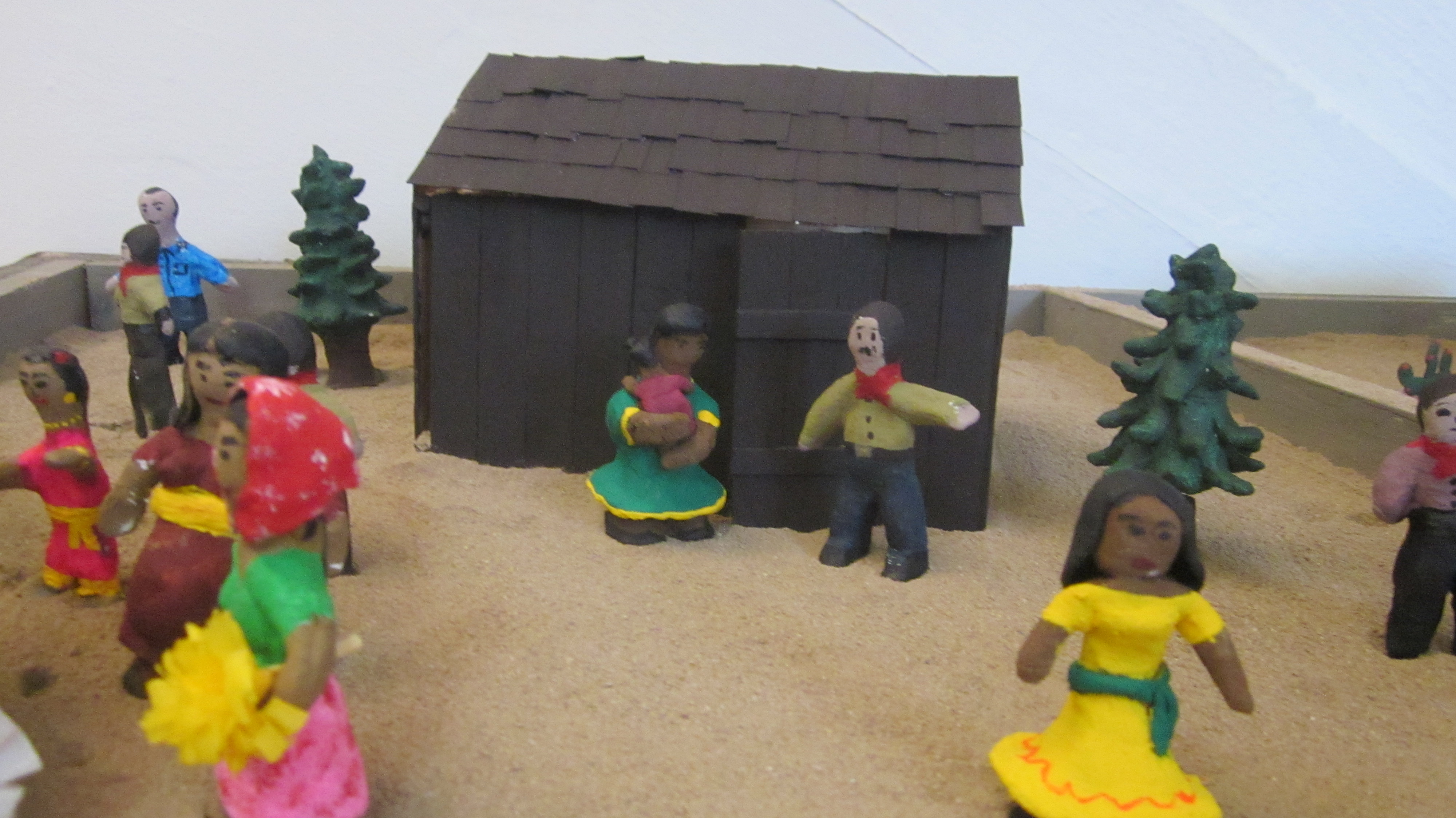
Maqueta de vivienda tradicional o'ob o pima, Museo de Culturas Populares e Indígenas de Sonora.

El Museo de Culturas Populares e Indígenas de Sonora es un espacio museográfico de exposiciones temporales referentes a la diversidad cultural de Sonora, de México y del mundo, ubicado en Hermosillo, Sonora, México.

## Historia del edificio casa Hoeffer
El edificio ocupado por el Museo de Culturas Populares e Indígenas de Sonora, en Hermosillo, fue construido como casa habitación, y fue una residencia de la época Porfiriana, que posteriormente fue adquirida por el Gobierno del Estado de Sonora.
El 22 de septiembre de 1897 se constituyó legalmente la empresa Cervecería de Sonora, ante el Notario Público n.º 1, teniendo como socio mayoritario a George Gruning, siendo también propietarios el Dr. Hoeffer, el neoyorquino Jacob Schuele, Gustavo Torres, Felizardo Verdugo y Víctor Aguilar. Los dos primeros, de origen alemán, se conocieron en 1895 en Hermosillo. El último de los socios mencionados era propietario del terreno en el que se construyó la cervecería, que era ocupado hasta entonces por una fábrica de hielo, en la colonia Centenario.  En el año de 1904, George Gruning construyó su casa al frente del inmueble industrial, encomendando la labor al ingeniero Plutarco Díaz. El edificio se construyó de dos plantas, y de estilo neoclásico o “afrancesado”. Hacia 1910, Alberto Hoeffer se convirtió en único propietario de la cervecería, y es probable que además haya comprado la residencia en la misma época. En el transcurso del siglo XX la residencia fue transformada en cuanto a la composición espacial, ampliándose hasta la casa vecina, y modificando así una parte del espacio original. Sin embargo, su fachada es plenamente la original.
En el año de 1958 la cervecería fue vendida a un consorcio cervecero nacional. Para la época, la fábrica contaba con un sindicato, el cual realizó una huelga que determinó el cierre de la planta en octubre de 1969. El edificio de la fábrica fue demolido en el año de 1985, dando lugar a una plaza que formaba conjunto con el Palacio Administrativo del gobierno estatal.
Al dejar de ser casa de la familia Hoeffer, la residencia pasó a ser propiedad del gobierno estatal. Eventualmente se le usó como espacio de oficinas, pero hacia la década de 1990 el edificio se encontraba en desuso y en estado material de agudo deterioro.

## Apertura y administración del museo
El 15 de octubre de 1997 reabrió sus puertas la Casa Hoeffer, renombrada y reconceptualizada como Museo de Culturas Populares e Indígenas de Sonora. En años anteriores, la Unidad Regional Sonora de la Dirección General de Culturas Populares del Consejo Nacional para la Cultura y las Artes (CONACULTA) propuso tanto a la propia Dirección General y a la Presidencia del CONACULTA, como al gobierno estatal, la creación de un espacio que enriqueciera la labor de la institución, cuyas actividades habían iniciado en 1983.
El edificio fue restaurado principalmente con recursos de la Federación, y el resto con participación de la autoridad estatal. Para su funcionamiento inicial fue entregado en comodato a la Dirección General de Culturas Populares del CONACULTA por una década. Su inauguración tuvo lugar el 15 de octubre de 1997 por parte del entonces gobernador Manlio Fabio Beltrones Rivera, el director general de Culturas Populares, José N. Iturriaga, la coordinadora de la Unidad Regional Sonora de Culturas Populares, Rosa María Ceballos, y el director general del Instituto Sonorense de Cultura, Lic. José Antonio Ruibal Corella. En el año de 1999 se firmó un Convenio de Descentralización entre la Federación y el gobierno estatal, mediante el Instituto Sonorense de Cultura (ISC).
Al concluir el periodo de comodato en el año 2004, tanto el inmueble, como la Unidad Regional Sonora de Culturas Populares en su conjunto, se incorporaron en lo operativo al Instituto Sonorense de Cultura.

## Áreas
La Casa Hoeffer restaurada comprende las siguientes áreas:
a) Planta baja: seis salas de exposición, foro al aire libre, patio central y, además, la Librería Educal, de administración independiente de la institución;
b) Planta alta: oficinas administrativas de la originalmente llamada Unidad Regional Sonora de Culturas Populares, renombrada Coordinación de Culturas Populares por el Instituto Sonorense de Cultura; también, correspondientes con la misma Coordinación, se encuentran el Área de investigación y el Centro de Información y Documentación (CID).
En el patio central se encuentra el mural "Danza cosmovisión", de la pintora Ethel Cooke, y en la planta alta una serie de murales de la misma autora, referente por secciones a las siete etnias originarias de Sonora (cucapá, tohono o'otham, makurawe o guarijío, yoreme o mayo, yoeme o yaqui, comca'ac o seri y o'ob o pima), así como a una de origen migrante, con más de un siglo de asentamiento en el estado (kikapú).

## Museografía
El museo está concebido como un espacio de exposiciones temporales, para la presentación de temáticas referentes a la diversidad cultural de Sonora, de México y del mundo.
El conjunto de exposiciones con las que inició sus labores el museo, fueron: “Ahí está el detalle”, acerca de Cantinflas, y “La vida de los comcáac y pinturas faciales”, siendo la primera una exposición itinerante del Museo Nacional de Culturas Populares, y la segunda un producto de investigación de Alejandrina Espinoza Reyna, investigadora de la institución.
Entre otras exposiciones de carácter regional, se han presentado: “Vivienda indígena sonorense”; “Resplandores. La gente del desierto”, mostrando a los pueblos del desierto de Sonora: cucapá, tohono o’otham y comcáac; “Pueblos ancestrales de la sierra de Sonora”, acerca de las etnias makurawe, pima y kikapú; “Herramientas y piezas antiguas de San José de Bácum”, “Tradición migrante. Triquis y mixtecos de la Costa de Hermosillo”. Exposiciones de carácter nacional de este museo han sido: “Talavera de Puebla”, “Juguete popular mexicano”, “La cultura popular en la estampilla postal”, “Flores de la capital”, “Máscara, danza y rito”, entre otras. Mostrando la diversidad cultural del mundo, se han presentado exposiciones como “Grabados de Namibia” y “Cautiverio y libertad”. Temáticas recurrentes y periódicas son: Cuaresma y Semana Santa, altares de muertos y nacimientos decembrinos.

## Difusión y vinculación
A partir tanto de sus exposiciones, como por el acervo del Centro de Información y Documentación y el auxilio del Área de investigación, el museo ha atendido con fines de estudio a públicos académicos diversos, comprendiendo desde estudiantes de nivel preescolar a posgrado, padres de familia, turistas, y ha sido importante apoyo para el desarrollo de investigaciones de diversas instituciones e investigadores locales y nacionales; ha contribuido a la realización de trabajos y producciones de medios masivos de comunicación, como Televisa, Canal 22, Discovery Communications; también ha sido fuente de información para tesistas de maestría y doctorado y académicos de Estados Unidos, Alemania, Francia y Perú.